# 提西福涅
提西福涅（希臘語：Τισιφόνη，字面意思为“向凶手复仇(avenging murder)”）是希腊神话登场的一个名字，也是阿尔克麦翁（Alcmaeon）的女儿的名字。

## 复仇女神
提西福涅是复仇三女神厄里倪厄斯之一，阿勒克托和墨盖拉是她的姊妹。她们都是从乌拉诺斯阉割的血液浸染大地后诞生出来的，也有的说她们是夜晚神倪克斯的女儿。在维吉尔史诗《埃涅阿斯纪》（Aeneid）第6卷中，讲述提西福涅是地狱深渊塔耳塔洛斯大门的守卫者，身穿血淋淋的衣裙。

## 阿尔克麦翁之女
在欧里庇得斯早已失传的一部剧本《阿尔克麦翁在科林斯》（Alcmaeon in Corinth）中，描写了阿尔克麦翁的经历。其中提到了提西福涅这个名字，说她是阿尔克麦翁和曼托（Manto、特伊西亚斯之女）的一个漂亮女儿，由科林斯国王克瑞翁（Creon）抚养成人（也有的说是阿尔克麦翁把提西福涅许配给克瑞翁为妻）。由于科林斯王后的嫉妒，克瑞翁不得不将她当做奴隶卖掉。而她的买主正巧就是她的生父，但阿尔克麦翁一开始却认不出她是自己的女儿。